# Лампа біжної хвилі

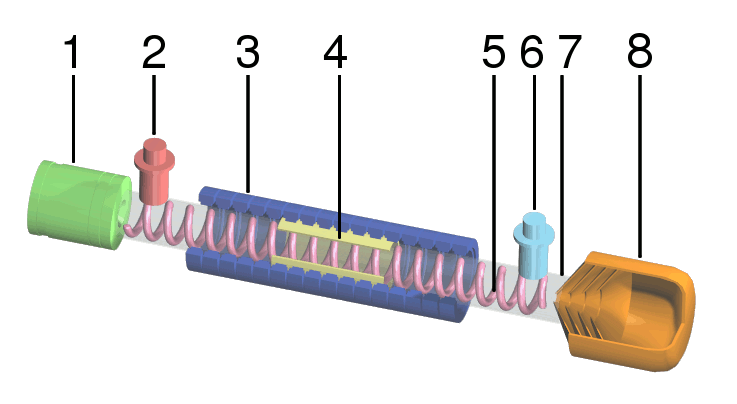
Схема Лампи біжної хвилі. (1) електронна гармата; (2) RF вхід; (3) магніти; (4) атенюатор; (5) спіраль індуктивності; (6) RF вихід; (7) вакуумна трубка; (8) колектор.

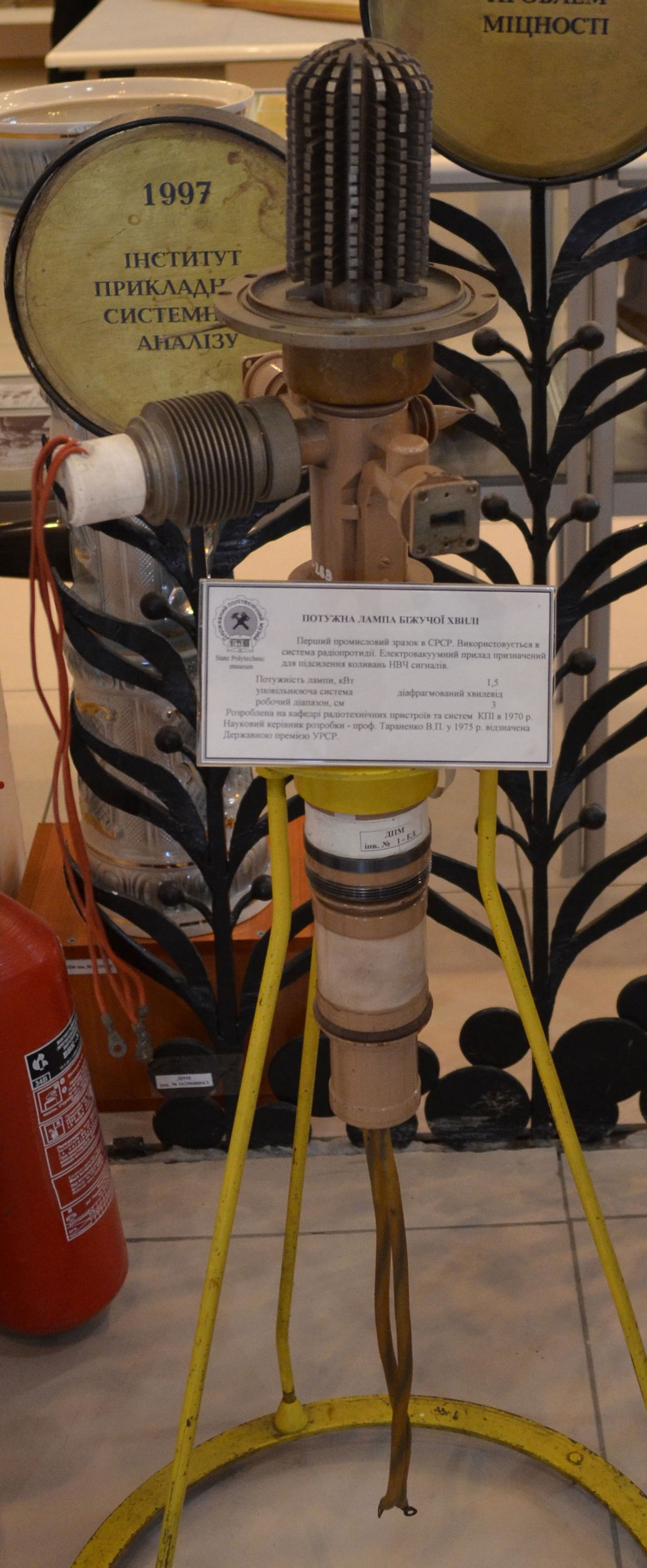
Лампа біжної хвилі, Державний політехнічний музей при НТУУ КПІ

Лампа біжно́ї хвилі, лампа рухомої хвилі (англ. travel(l)ing wave tube) — вакуумний електронний прилад, в якому в наслідку тривалої взаємодії рухомих електронів із полем рухомої електромагнітної хвилі відбувається посилення цієї хвилі.

## Основні елементи
Основними складовими лампи біжної хвилі є:
- електронна гармата, що створює потік електронів;
- система фокусування і формування електронного потоку за допомогою статичних електричних і магнітних полів;
- уповільнювальна система, по якій поширюється електромагнітна хвиля, яка взаємодіє з електронами в просторі взаємодії;
- колектор для відбору електронів, що пройшли простір взаємодії.